# Все для фронту! Все для перемоги!

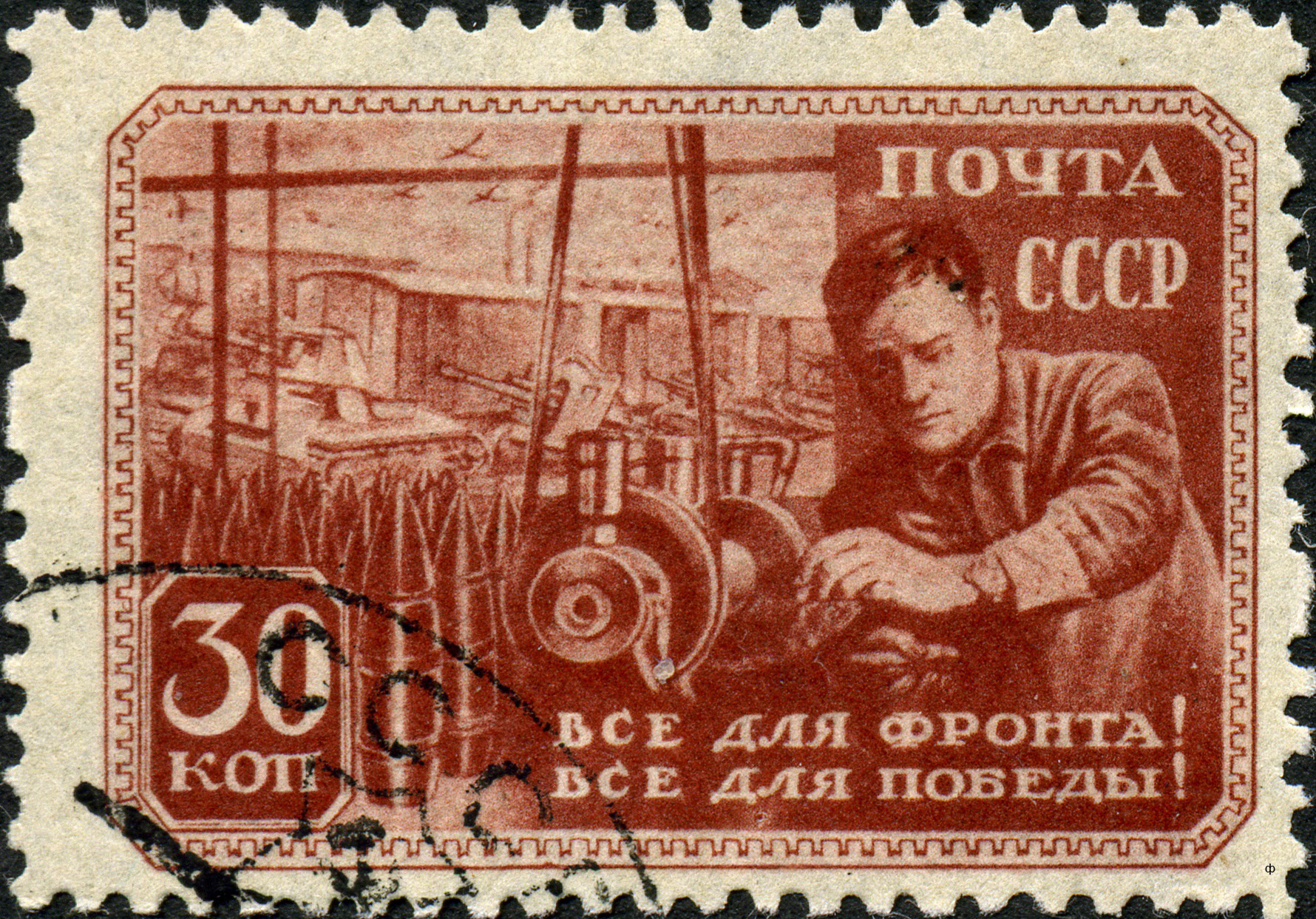
Поштова марка СРСР, 1943 рік

«Все для фронту! Все для перемоги!» — гасло Комуністичної партії СРСР, вперше згадується в директиві Рада народних комісарів СРСР від 29 червня 1941 року. Публічно проголошений Й. В. Сталіним 3 липня 1941 у ході виступу по радіо.
Висловлював сутність програмних дій, розроблених радянським урядом для перетворення країни в єдиний бойовий табір, підлеглий єдиній меті — перемозі над нацистами. Гасло був підтриманий всіма верствами населення СРСР. Перегукувався з гаслами «У праці — як в бою!», «Фронту треба — зробимо!» та іншими.

## Історія
Костянтин Душенко у своєму дослідженні «Словник сучасних цитат» пише, що гасла «Все для війни!», «Все для перемоги!» з'явилися в Першу світову війну, широко використовувалися в російській «оборонній» пресі, а потім використовувалися в громадянську війну, як «червоними», так і «білими», разом із гаслом «Все для фронту!». Потім, через два десятиліття, 1 липня 1941 року під цим гаслом вийшла шапка 1-ї шпальти «Правды».